# Pedeo
Nella mitologia greca,  Pedeo  era il nome di uno dei personaggi presenti nella guerra di Troia, scaturita a causa del rapimento di Elena, moglie di Menelao un re acheo, per mano di Paride figlio di Priamo re di Troia. La guerra fra i due regni viene raccontata da Omero nell'Iliade.

## Il mito

### Le origini
Figlio di Antenore, sua madre era invece ignota: con ogni probabilità era una schiava. Teano, la moglie legittima, crebbe Pedeo come fosse uno dei suoi figli.

### La morte
Pedeo fu assalito in combattimento da Megete, che lo uccise con un colpo di lancia alla nuca.

## Interpretazione e realtà storica
Oltre al nome del personaggio sotto il termine Pedeo ritroviamo anche una città dove viveva Imbrio che poi fu ucciso da Teucro. Molti studi sono stati fatti nel tentativo di identificare tale città, che poteva situarsi in Caria o presso il monte Ida; forse è da identificare con un'altra città, Pedaso.

### Fonti
- Omero, Iliade V, 69, XIII 172

### Traduzione delle fonti
- Omero, Iliade, quinta edizione, Bergamo, BUR, 2005, ISBN 88-17-17273-1. Traduzione di Giovanni Cerri